# Großer Zschand
Großer Zschand je nejdelší suché údolí v Saském Švýcarsku. Nachází se na území města Sebnitz v německé spolkové zemi Sasko. Vede asi 6 km z mlýna Neumannmühle v Křinickém údolí až na Ponovu louku v Českém Švýcarsku. Údolí Großer Zschand nemá nepřetržitý průtok vody; při tání sněhu nebo po vydatných srážkách vznikají jednotlivé, místně vymezené vodní toky, anebo malá bažinatá území.

## Historie
Údolí bylo využíváno jako obchodní spojení mezi Čechami a Saskem ještě před rozvojem turistiky v Saském Švýcarsku. U Zeughausu (česky Zbrojnice) byla celní stanice. Dokud nebyla prodloužena dnešní spolková silnice 172 ze Schmilky přes Hřensko do Děčína, sloužilo údolí Großer Zschand jako dopravní spojení z Bad Schandau. O loveckém využití oblasti svědčí dochované solné lizy a odchytové jámy na medvědy.

## Přírodní poměry
Severní část Großer Zschandu se zařezává do okolních skal jako rokle a má vlhké, chladné klima. Jižní část od Zeughausu má charakter poněkud širšího údolí se zalesněnými svahy (smrková monokultura) a navazujícími skalními útvary (Thorwalder Wände a Partschenhörner). Z obou stran Großer Zschandu odbočují hluboká, úzká boční údolí – soutěsky. Kvůli vysokým pískovcovým břehům jsou skalní stěny a lezecké skály v Großer Zschandu často více než 50 metrů vysoké. V mezivrstvách pískovcových vrstev se často vytvořily převisy, stejně jako druhá největší jeskyně v Saském Švýcarsku – Hickelhöhle. Tato typická vrstevnatá jeskyně se nachází v jižní části Großer Zschandu v Thorwalder Wände.
Celý Großer Zschand se nachází v národním parku Saské Švýcarsko a od Zeughausu pak ve zvláště chráněné jádrové zóně. Při otevření národního parku se plánovalo otevření hraničního přechodu pro pěší v Großer Zschandu do Národního parku České Švýcarsko, který byl vyhlášen až v roce 2000. Přechod však nebyl realizován a v rámci koncepce stezky v národním parku z roku 2000 byl Großer Zschand od soutěsky Hickelschluchte uzavřen a pěší přechod státní hranice tak již není možný. Na podzim roku 2012 byla dokončena obnova rybníka pod Teichsteinem u Zeughausu.

## Hospodářský význam
Kromě historického obchodního spojení Saska s Čechami a využívání k lovu byly lesy v okolí Großer Zschandu až do 80. let 20. století využívány k těžbě a dopravě dřeva do Křinického údolí. V jednotlivých bočních roklích jsou stále patrná opevnění cest a prodloužení cest pro odvoz dřeva. Parkoviště u Neumannmühle sloužilo k manipulaci s dřevem plaveným po Křinici.

## Galerie

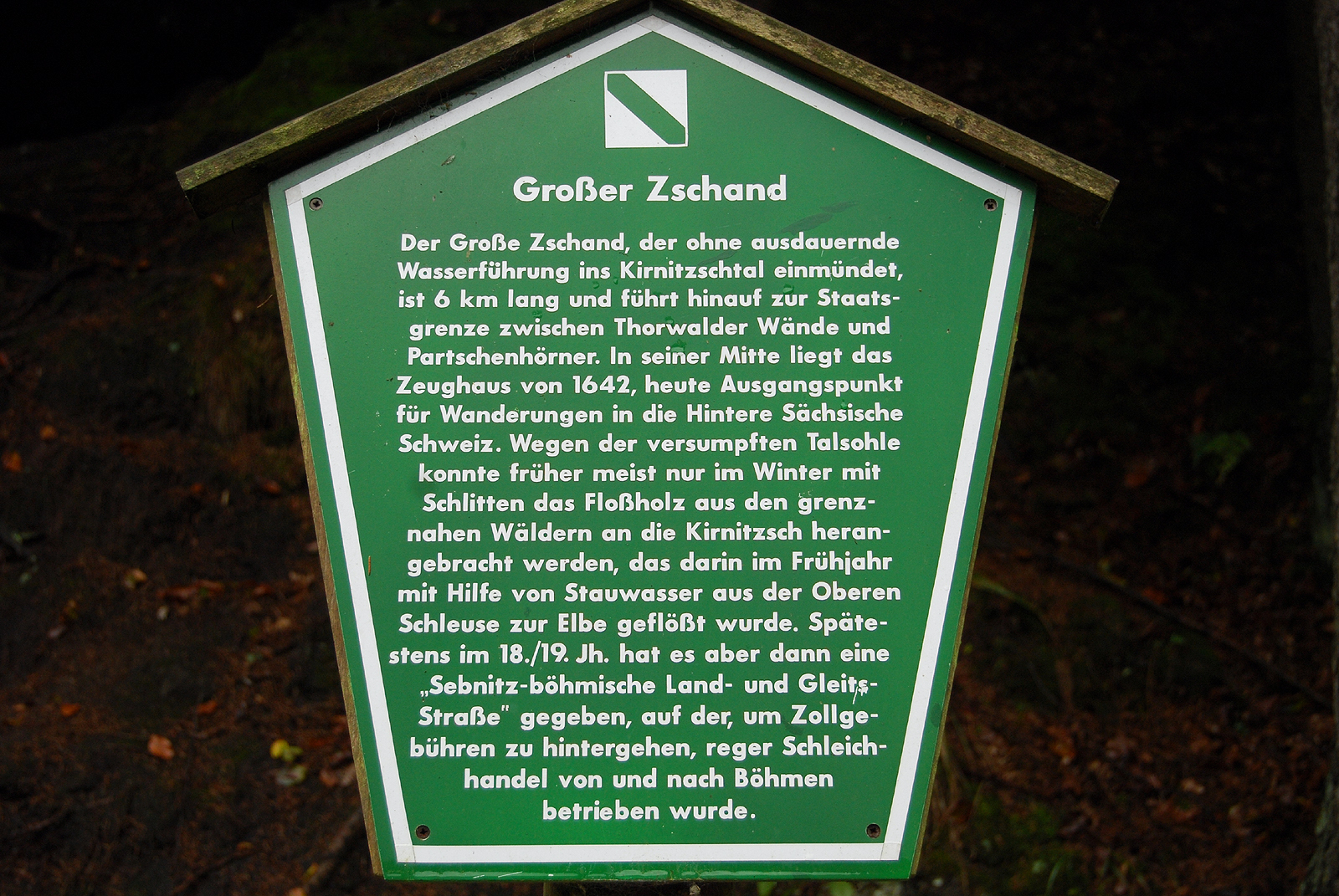
Informační tabule
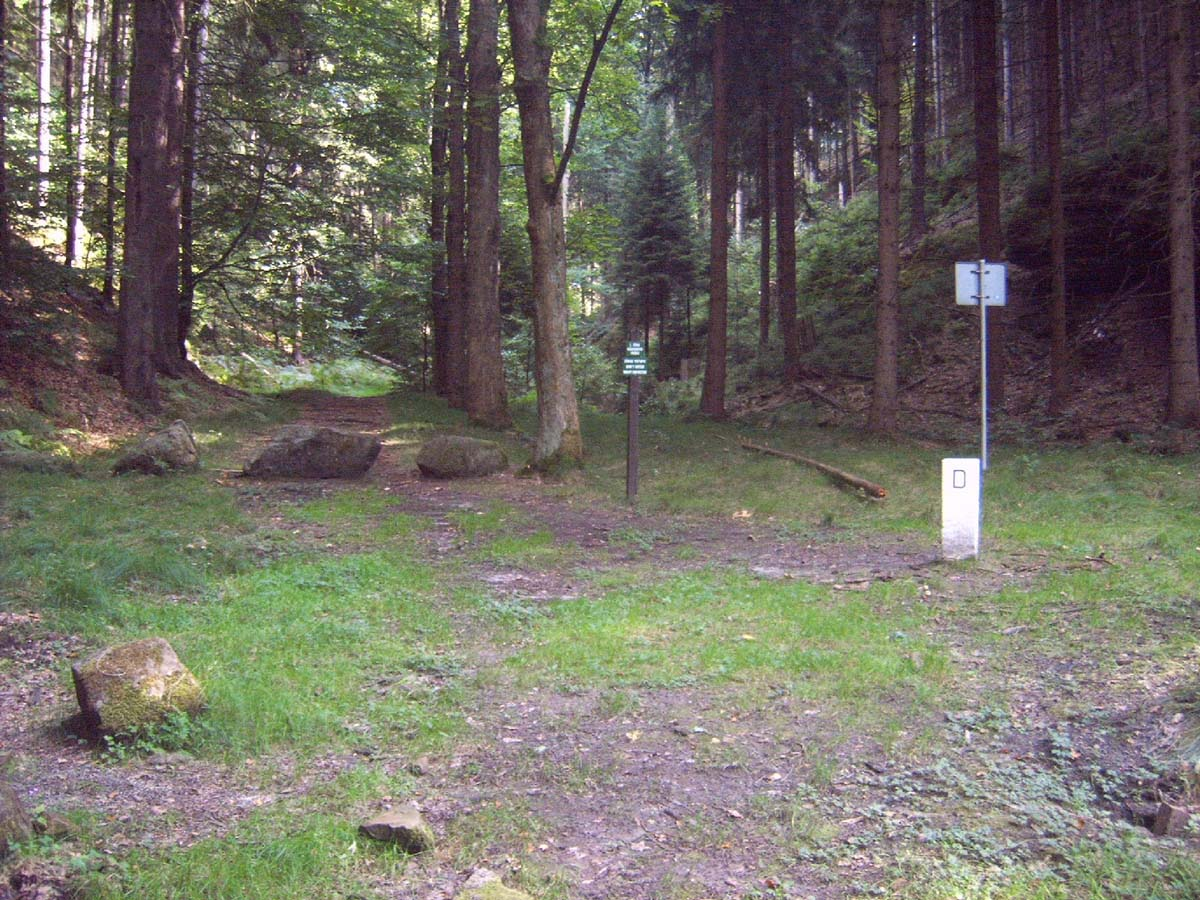
Údolí na česko-německé státní hranici
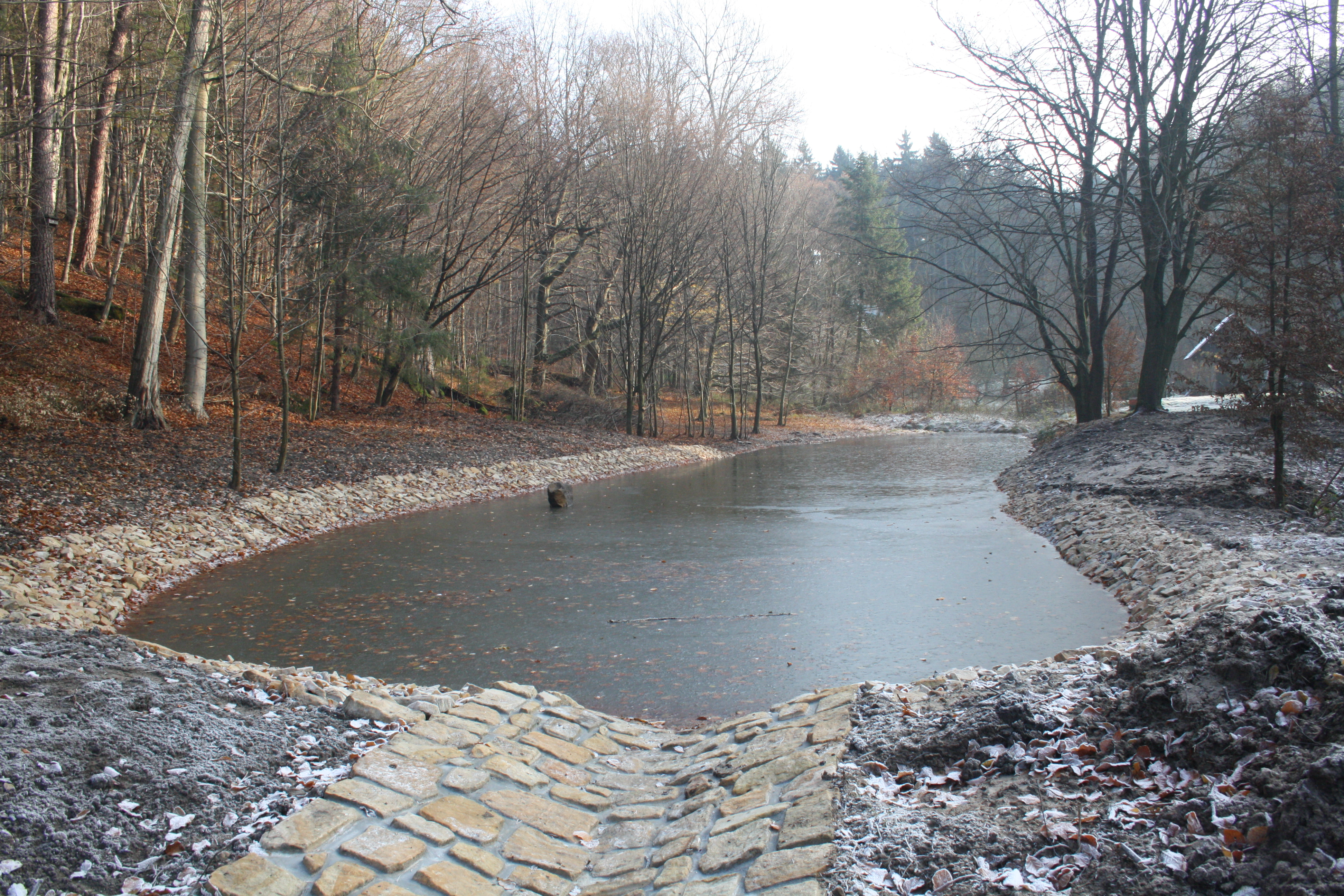
Rybník u Zeughausu